# Matak
Pour les articles homonymes, voir Sisowath Sirik Matak.
Matak est une des îles Anambas, un archipel indonésien en mer de Chine du Sud.

## Économie
Matak sert de base aux opérations pétrolières dans les îles Anambas.

## Transport

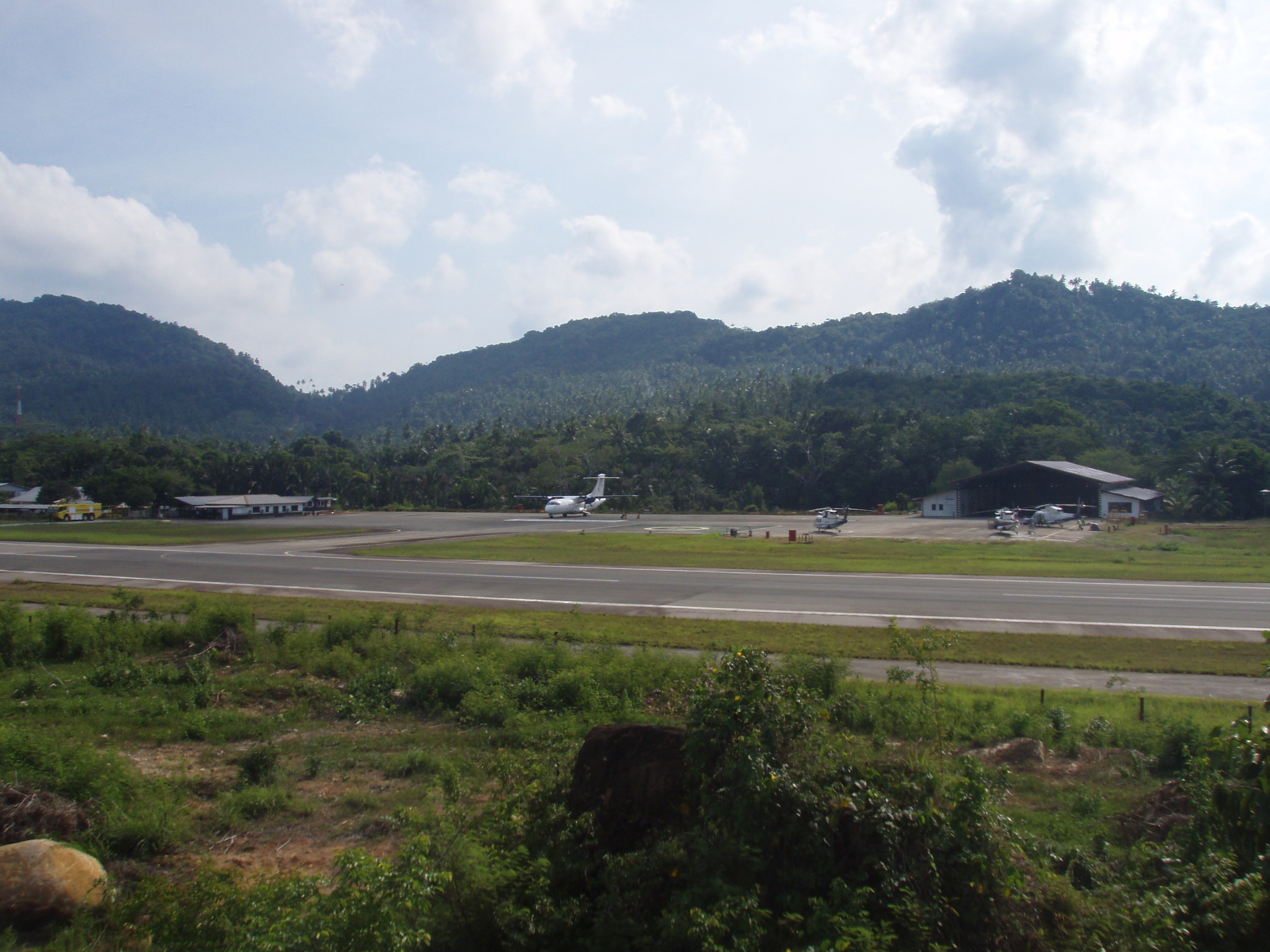
L'aéroport de Matak

La compagnie provinciale Riau Airlines relie l'île à Batam, Jakarta (aéroport Halim Perdanakusuma), Natuna et Tanjung Pinang sur l'île de Bintan.

## Défense
Matak abrite une base de l'aéronautique navale de la marine indonésienne.